# Субботник (фестиваль)
Субботник — международный музыкальный фестиваль, который проводился в Москве в Парке Горького в 2013 и 2014 годах. Организован корпорацией PMI и концертным агентством Pop Farm.

## О фестивале
«Субботник» стал первым музыкальным событием подобного масштаба, проводимым когда-либо на территории Парка Горького. Фестиваль организован концертным агентством Pop Farm и корпорацией PMI совместно с Парком Горького. Планировалось, что фестиваль станет ежегодным, однако в 2015 году было объявлено о его отмене.

## Субботник 2013
Первый фестиваль прошёл в субботу 6 июля 2013 года, на нём выступили Hurts, Foals, Джесси Уэр, Savages, Motorama, Savages, 130 по встречной на старенькой Vespa, Легендарные дефиле 76-го года и Каста. Хедлайнером стала британская группа Arctic Monkeys, для которой визит в Россию стал дебютным.

## SVOY Субботник 2014
Фестиваль прошёл 5 июля 2014 года. Хедлайнером стали британские группы Placebo и Kasabian.

## Таблица участников по годам
| Год  | Дата   | Участники | Хедлайнер      |
| ---- | ------ | --- | -------------- |
| 2013 | 6 июля | Arctic Monkeys, Hurts, Foals, Джесси Уэр, Savages, Motorama, Каста, 130 по встречной на старенькой Vespa, Легендарные дефиле 76-го года | Arctic Monkeys |
| 2014 | 5 июля | Placebo, Kasabian, Metronomy, Miles Kane, Jamie Woon, The Uchpochmack, Tesla Boy, Наадя                                                 | Placebo        |

## Критика
В связи с особенностями ландшафта Парка Горького расстояние от сцены до первого ряда фан-зоны составляет более 20 метров, что было отмечено в том числе и фронтменом группы Arctic Monkeys Алексом Тернером как неудобное обстоятельство: «Жаль, что вы так далеко от меня, хотелось бы поближе».